# Adobe AIR
Adobe AIR（Adobe Integrated Runtime），开发代号為Apollo，是一個跨作業系統運行環境，用來建造RIA，使用Adobe Animate、Flex、HTML與AJAX，可部署為桌面應用程式。
AIR是Adobe針對網路與桌面應用的結合所開發出來的技術，可以不必經由瀏覽器而對網路上的雲端程式做控制，也由於這是Adobe所開發的技術，因此能很順利的與Adobe旗下的Photoshop等應用程式來進行開發。
Adobe表示，截至2014年5月，已经在AIR上构建了超过100,000个独特的应用程序，并且从世界各地的用户那里记录了超过10亿个相同的安装。Adobe AIR已连续两年在CES上被评为“最佳移动应用开发产品”（CES 2014和CES 2015）。

## 版本歷史
- 2007年3月19日：發佈AIR public preview（當時稱Apollo）及軟件開發工具包（SDK）。
- 2007年6月10日：Apollo更名為AIR及發佈AIR Public beta。
- 2008年2月25日：發佈AIR 1.0版本。
- 2010年6月10日：發佈AIR 2.0版本。
- 2011年10月3日：發佈AIR 3.0版本。
- 2013年10月30日：發佈AIR 4.0版本。
- 2014年4月8日：發佈AIR 13.0版本。
- 2015年1月22日：發布AIR 16.0版本。
- 2015年9月21日：發佈AIR 19.0版本。
- 2016年6月16日：發佈AIR 21.0版本。強化視訊和攝影機路線規劃、高畫質處理、效能優化、和移動平台相關開發。

## 開發環境
Adobe公司提供三種方式開發AIR應用軟件：
- HTML/Ajax，或者利用Adobe Dreamweaver CC，其他HTML編輯器或文本編輯器結合AIR的SDK。[6]
- Flex Builder 3

Animate
- Flash Builder 4

Dreamweaver CS5需要安装额外的扩展程序才能创建AIR应用， Flash CS3则需要升级才可使用。该运行环境跨平台的特性意味着，只要搭配上AIR SDK，任何网页编辑器都可以创建AIR应用。AIR自身使用WebKit网页渲染引擎，同时还使用了Flash和PDF技术。

## 其他開發編輯器
- IntelliJ IDEA
- Eclipse

## 競爭對手
- Microsoft Silverlight
- JavaFX（甲骨文公司）
- XUL与XULRunner
- Google Gears

## 外部連結
- Adobe AIR Official Site （页面存档备份，存于）